# Szarapul
Szarapul (oroszul: Сарапул) város Oroszország európai részén, Udmurtföldön, a köztársasági fővárostól, Izsevszktől 66 km-re délkeletre.

## Fekvése
A város a Középső-Urál nyugati előhegyeihez tartozó Szarapuli-hátságon, a Káma középső szakaszán fekszik, a folyó jobb partján. A történelmi városmag a folyó fölé emelkedő alacsony dombra épült.

## Neve
Egy elterjedt nézet szerint a név a csuvas sara pula, azaz „sárga hal” szóból ered. Valószínűbb azonban, hogy a komi sardiz vagy udmurt zarez („víz”) és a pavil („település”) szavakra vezethető vissza.

## Történeti áttekintés
Szarapul első írásos említése 1596-ból való. A név valószínűleg a folyó mellett egy kisebb területet jelölt, ahol ebben az időben már egy faerődítmény állt. Egy 1621-ben készült összeíráson „a Szarapul menti Voznyeszenszkoje falu” szerepel, melyet egy itt emelt korai templomról neveztek el. 1738-tól az Ufai kormányzósághoz tartozott és a Szibériába vezető út jelentős állomása volt. 1773-ban Pugacsov felkelő csapatai feldúlták.
A település 1780-ban városi rangot kapott és a Vjatkai tartomány (1797-től: kormányzóság) részeként a Káma-vidék közigazgatási székhelye lett. Ekkor már a környék gabona-kereskedelmének központja volt, gazdasági életében egyre fontosabb szerepet töltött be a bőripar is. A kámai gőzhajózás megindulása a 19. században gazdasági fellendülést hozott, a város gyorsan növekedett, amihez hozzájárult a kereskedői réteg gyarapodása, építkezése.
Szarapul 1797-1924 között a Vjatkai kormányzósághoz tartozott, majd 1924-1930 között az Uráli terület, 1930-1937 között a Kirovi terület része volt, 1937. december 22-én (más forrás szerint 1939-ben) Udmurtiához csatolták. A szovjet időszakban a kereskedőváros ipari várossá változott.  A második világháború idején, 1941-ben több üzemet ide telepítettek át, a háború után ezekből nőttek ki a város mai gazdaságát meghatározó, jórészt a hadiiparnak termelő nagyvállalatok.

## Népesség
A 2002-es népszámlálás szerint a lakosság 82%-a orosz, 9%-a tatár, és mindössze 4%-a udmurt.
- 2010-ben 101 381 lakosa volt, melyből 80 079 orosz, 8 501 tatár, 3 152 udmurt, 854 baskír, 748 mari, 500 ukrán stb.

### Gazdaság
- Szarapuli rádiógyár: elődjét 1900-ban Szentpéterváron alapították, 1918-ban Moszkvába költöztették és később Ordzsonikidzéről nevezték el, majd 1941-ben ide evakuálták. A hadiipar, főként a légierő és a páncélos alakulatok részére készítenek rádiós és távközlési berendezéseket, komplett rendszereket. Kiegészítő tevékenységként autórádiók, komplett rádióállomások gyártásával is foglalkoznak.
- Szarapuli generátorgyár: szintén egy ide áttelepített gépgyár utódja. Elsősorban a hadiipar, a repülőgépipar számára készít elektromos készülékeket, irányítás- és fénytechnikai berendezéseket. Az autó- és vasúti közlekedés, az olajbányászat és az energetikai ipar számára is gyártanak villanymotorokat, elektromos berendezéseket.
- További fontos ágazatok, iparvállalatok: gépgyártás (olajbányászati gépek: kutak, szivattyúk, fúróberendezések gyártása), Elekond Rt (fő profilja különféle kondenzátorok gyártása), „Káma” típusú mosógépek gyára, fafeldolgozás, bútorgyár, bőripari kombinát, cipőgyár, textil- és élelmiszeripar.

### Kultúra, városépítészet

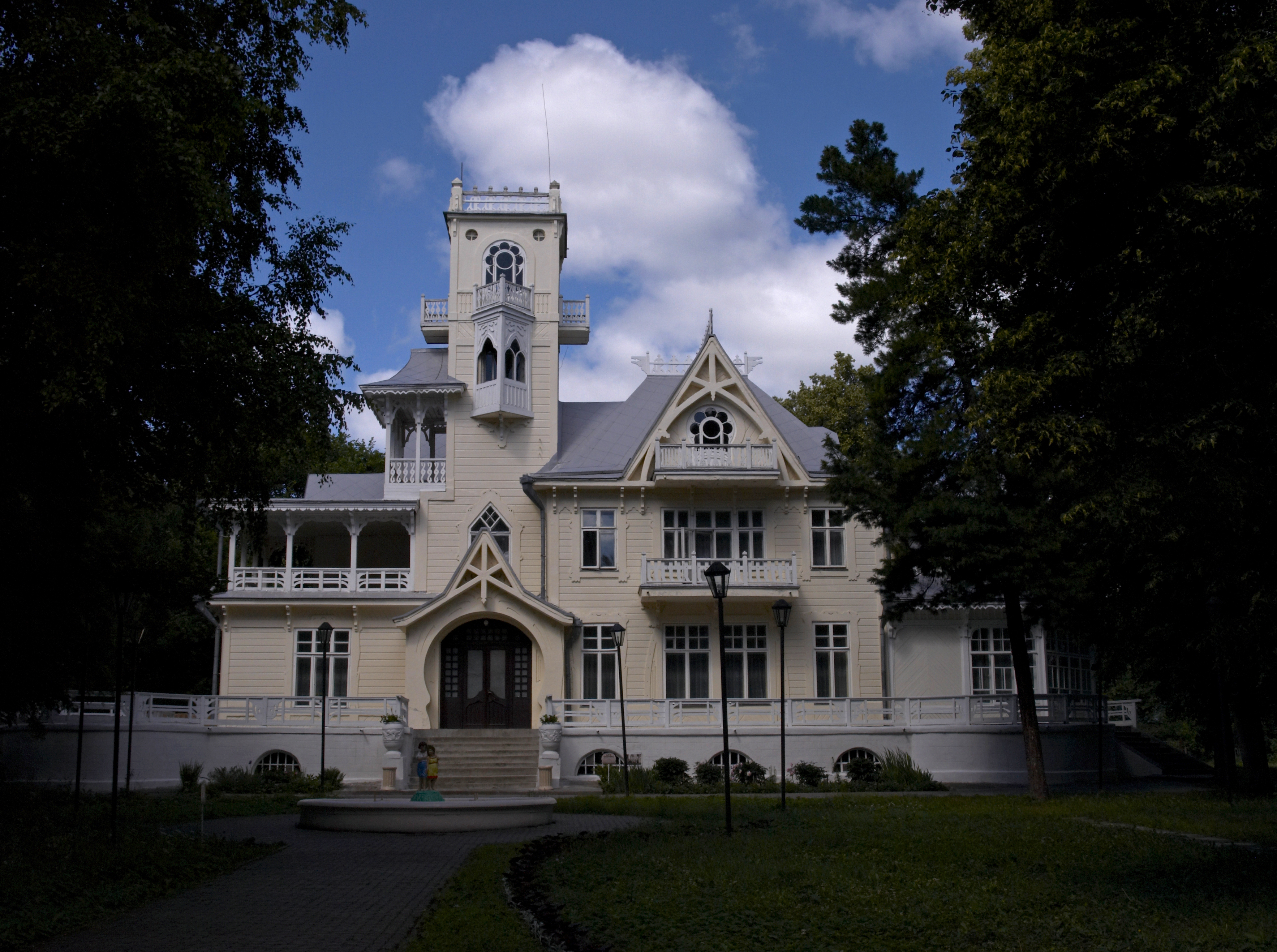

Szarapul történelmi városmagja az 1780-as években készült terv alapján épült ki. A folyómenti kereskedőváros a Káma és a kikötő felé „nyitott” szerkezetet kapott, a folyóval párhuzamos 3 utcával és erre merőleges 10 keresztutcával. Központja a kikötő előtti Katedrális-tér volt, rajta a város első kőépületével, a 18. század végén emelt Mennybemenetel- (Voznyeszenszkij-) katedrálissal. Az 1930-as években a katedrálist lerombolták, a teret pedig Vörös térnek nevezték el. A tér közelében hivatali épületek, különböző stílusú családiházak álltak. Több máig fennmaradt jellegzetes kereskedői lakóházat műemlékké nyilvánítottak. Udmurtföld városai közül Szarapulban van a legtöbb műemlék jellegű épület, köztük az 1887-ben épült tűztorony.
- 1790-ben alapították az első népiskolát, 1811-ben a kórházat. A helyi gyógyszerész kezdeményezésére itt nyílt meg az egykori Vjatkai kormányzóság első nyilvános könyvtára 1835-ben.
- A szovjet időszak előtt Szarapulban két kolostor és 33 templom működött. Közülük csak néhány maradt fenn, például a Mária oltalma- (Pokrovszkaja)-templom (1791), a Feltámadás- (Voszkreszenszkaja)-templom (1817). A Csodatévő Miklós- (Nyikolaja Csudotvorca-) templomot 2005-ben újjáépítették.
- A városban prózai színház működik. Az 1909-ben alapított múzeumban a Középső-Káma-vidék történetének és kultúrájának emlékei láthatók.